# Chabriosoma
Chabriosoma là một chi bọ cánh cứng trong họ Chrysomelidae.
Chi này được Chen miêu tả khoa học năm 1934.

## Các loài
Chi này gồm các loài:
- Chabriosoma quadrimaculata Mohamedsaid, 2000